# بی آیلند
بی آیلند (به انگلیسی: Bay Island) یک منطقهٔ مسکونی در ایالات متحده آمریکا است که در ویرجینیا بیچ، ویرجینیا واقع شده‌است.